# Anoye
Anoye ist eine französische Gemeinde mit 134 Einwohnern (Stand 1. Januar 2022) im Département Pyrénées-Atlantiques in der Region Nouvelle-Aquitaine (vor 2016: Aquitanien). Die Gemeinde gehört zum Arrondissement Pau und zum Kanton Terres des Luys et Coteaux du Vic-Bilh (bis 2015: Kanton Lembeye).
Die Bewohner werden Anoyais genannt.

## Geographie
Anoye liegt circa 25 Kilometer nordöstlich von Pau im Béarn. Es ist Teil der Region Vic-Bilh.
Umgeben wird Anoye von den Nachbargemeinden:
- Maspie-Lalonquère-Juillacq, Peyrelongue-Abos und Samsons-Lion im Norden,
- Momy im Südosten,
- Baleix im Süden sowie
- Abère und Gerderest im Westen.

Anoye liegt im Einzugsgebiet des Flusses Adour und wird durchquert von seinem Zufluss, dem Lées.

## Geschichte
Anoye wird im 11. Jahrhundert erstmals unter den Namen Anoia im Kopialbuch der Abtei Saint-Pé erwähnt. In der Volkszählung im Jahre 1385 wurden 45 Haushalte gezählt und vermerkt, dass die Siedlung Noye in der Bailliage von Lembeye liegt.
Wie viele andere Siedlungen im Béarn oder im Baskenland, so liegt auch Anoye am Jakobsweg, ein Pilgerweg mit dem Ziel Santiago de Compostela in Galicien (Spanien). Ein Eintrag von 1538 weist in diesem Zusammenhang auf eine Mühle über den Lées hin (lo molin deu Pont sur le Lés), die der Komturei des Johanniterordens von Caubin und Morlaàs gehörte. 1648 wurde aus dem Baronat von Lons eine Markgrafschaft, zu der auch Anoye gehörte.

### Einwohnerentwicklung
| Jahr      | 1968 | 1975 | 1982 | 1990 | 1999 | 2009 | 2022 |
| --------- | ---- | ---- | ---- | ---- | ---- | ---- | ---- |
| Einwohner | 123  | 111  | 121  | 139  | 142  | 149  | 134  |

## Sehenswürdigkeiten

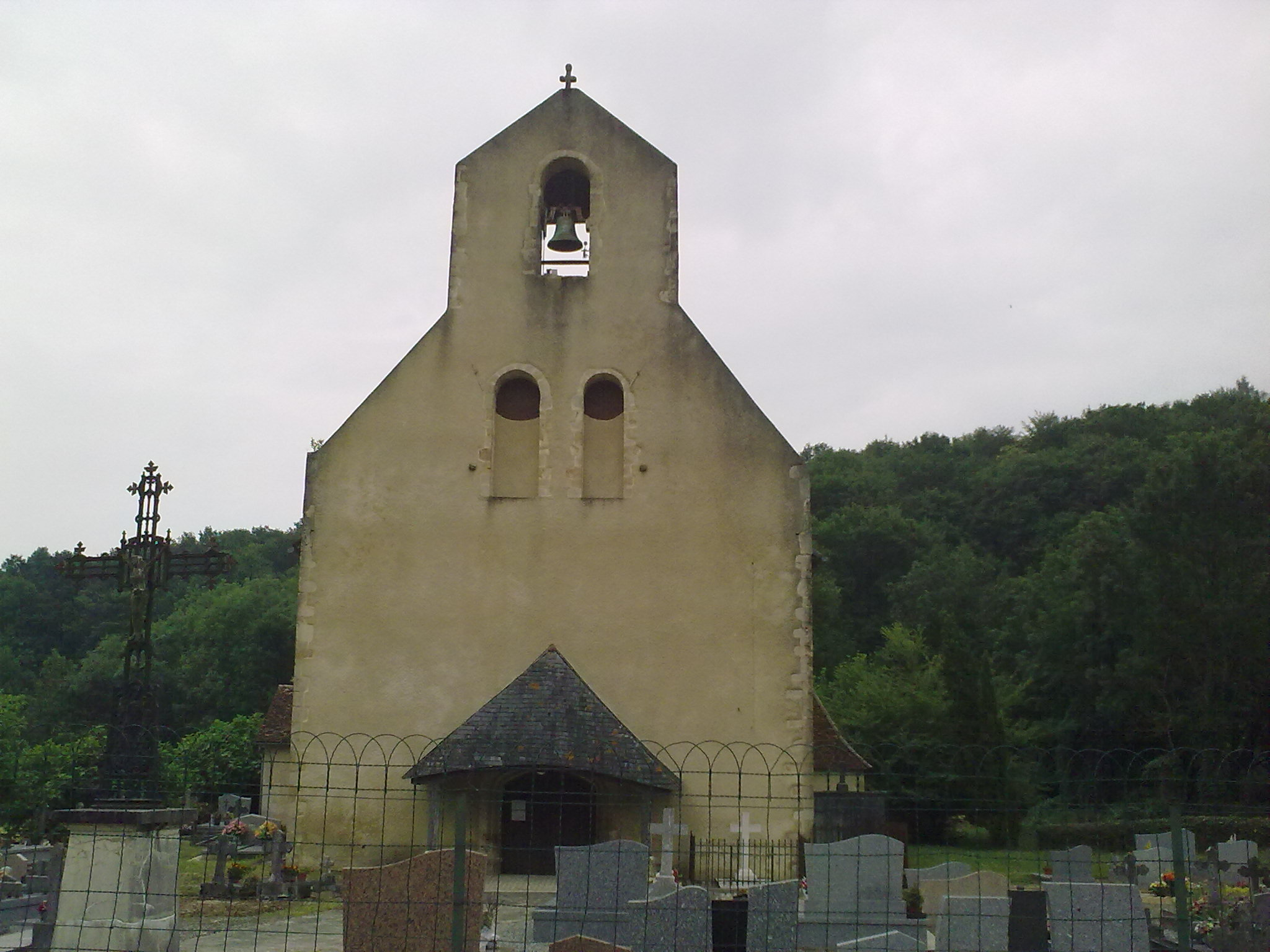
Kirche Notre-Dame von Anoye

- Die Kirche ist Maria gewidmet. Ursprünglich als Kapelle der mittelalterlichen Burg wahrscheinlich im 12. Jahrhundert erbaut, weist das einfache Gebäude noch Schießscharten und andere Maueröffnungen auf, die seine zweite Funktion als Verteidigungsbau verraten. Es wird angenommen, dass die Kirche während der Hugenottenkriege zerstört wurde. Allein das Portal von der ersten Hälfte des 16. Jahrhunderts, im gotischen Stil gehalten, ist heute noch erhalten. Von 1757 bis 1764 wurde die Kirche vollständig wiederaufgebaut, ein Jahrhundert später ein Glockengiebel hinzugefügt. Im Innern befinden sich die  Grabsteine der Äbte des Laienklosters. Die Glasfenster wurden am Ende des 19. oder Anfang des 20. Jahrhunderts eingesetzt.[6][7][8]
- Alter Bauernhof „Lacommande“. Das Wohnhaus des alten Bauernhofs war einer der Anbauten der Pilgerherberge, die 1315 vom Johanniterorden für die Pilger auf dem Jakobsweg eingerichtet wurde. 1341 wurde sie der Komturei von Caubin unterstellt. Eine Kapelle, eine Mühle und ein Haus des Pächters gehörten in jener Epoche dazu. Obwohl das mittelalterliche Gebäude im Laufe der Jahrhunderte mehrfach umgestaltet wurde, bleibt es ein wichtiges Zeugnis der ehemaligen Komturei.[9]
- Außerhalb des heutigen Ortszentrums ist ein ovaler Erdhügel mit Spuren eines ihn umgebenden Grabens zu erkennen. An dieser Stelle befand sich eine mittelalterliche Erdhügelburg, die Siedlung Anoia aus den Aufzeichnungen des 11. Jahrhunderts. Sie bestand aus einer Burg, einer Kirche und einem Lehnsgut.[10]
- Château de Salettes. Die Familie Labarthe errichtete das Schloss im 17. Jahrhundert an einer strategisch günstigen Stelle am Jakobsweg am Rand des Ortszentrums. Die Familie behielt das Schloss mindestens bis 1746, danach über eine Heirat die Familie Nays-Candau und schließlich in der zweiten Hälfte des 19. Jahrhunderts die Familie Salettes, deren Namen das Gebäude heute trägt. Das Schloss war Schauplatz von Auseinandersetzungen mit den Lehnsherren der Familie Astis, die Gründer des Laienklosters von Anoye. Es ist sogar ein Duell zwischen Jacques d’Astis und Jean de Labarthe überliefert, bei dem Letzterer zu Tode kam. Das heutige Schloss ist gut erhalten. Westlich des Gebäudes befindet sich ein Barockgarten.[11][12]
- Bei der Volkszählung 1385 wurde bereits das Schloss der Familie Astis erwähnt. Im Jahre 1569 als Laienkloster vermerkt, ab 1646 als das Adelshaus der Astis. Im 18. Jahrhundert wurde das Gebäude restauriert, wie die Inschrift der Jahreszahl 1784 zusammen mit dem Familienwappen der Astis auf dem Sturz der Eingangstür zeigt.[13][14]

## Wirtschaft und Infrastruktur

### Verkehr
Anoye ist angeschlossen an die Routes départementales 145, 207, 224 und 604.